# Château-la-Vallière
Château-la-Vallière és un municipi francès, situat al departament de l'Indre i Loira i a la regió de Centre – Vall del Loira. L'any 2007 tenia 1.585 habitants.

## Demografia

### Població
El 2007 la població de fet de Château-la-Vallière era de 1.585 persones. Hi havia 656 famílies, de les quals 220 eren unipersonals (92 homes vivint sols i 128 dones vivint soles), 232 parelles sense fills, 176 parelles amb fills i 28 famílies monoparentals amb fills.
La població ha evolucionat segons el següent gràfic:
Habitants censats

### Habitatges
El 2007 hi havia 785 habitatges, 672 eren l'habitatge principal de la família, 63 eren segones residències i 50 estaven desocupats. 694 eren cases i 85 eren apartaments. Dels 672 habitatges principals, 477 estaven ocupats pels seus propietaris, 180 estaven llogats i ocupats pels llogaters i 15 estaven cedits a títol gratuït; 9 tenien una cambra, 60 en tenien dues, 164 en tenien tres, 206 en tenien quatre i 234 en tenien cinc o més. 511 habitatges disposaven pel capbaix d'una plaça de pàrquing. A 341 habitatges hi havia un automòbil i a 211 n'hi havia dos o més.

### Piràmide de població
La piràmide de població per edats i sexe el 2009 era:
| Homes | Edats   | Dones |
| ----- | ------- | ----- |
| 0     | 95 o +  | 12    |
| 8     | 90 a 94 | 48    |
| 16    | 85 a 89 | 48    |
| 20    | 80 a 84 | 40    |
| 44    | 75 a 79 | 28    |
| 56    | 70 a 74 | 76    |
| 60    | 65 a 69 | 72    |
| 24    | 60 a 64 | 48    |
| 56    | 55 a 59 | 32    |
| 48    | 50 a 54 | 44    |
| 56    | 45 a 49 | 80    |
| 36    | 40 a 44 | 56    |
| 36    | 35 a 39 | 36    |
| 52    | 30 a 34 | 16    |
| 32    | 25 a 29 | 44    |
| 36    | 20 a 24 | 4     |
| 24    | 15 a 19 | 60    |
| 40    | 10 a 14 | 36    |
| 40    | 5 a 9   | 40    |
| 24    | 0 a 4   | 28    |

## Economia
El 2007 la població en edat de treballar era de 837 persones, 612 eren actives i 225 eren inactives. De les 612 persones actives 545 estaven ocupades (293 homes i 252 dones) i 67 estaven aturades (18 homes i 49 dones). De les 225 persones inactives 91 estaven jubilades, 62 estaven estudiant i 72 estaven classificades com a «altres inactius».

### Ingressos
El 2009 a Château-la-Vallière hi havia 661 unitats fiscals que integraven 1.463 persones, la mediana anual d'ingressos fiscals per persona era de 15.548 €.

### Activitats econòmiques
Dels 90 establiments que hi havia el 2007, 3 eren d'empreses alimentàries, 1 d'una empresa de fabricació de material elèctric, 4 d'empreses de fabricació d'altres productes industrials, 5 d'empreses de construcció, 16 d'empreses de comerç i reparació d'automòbils, 6 d'empreses de transport, 10 d'empreses d'hostatgeria i restauració, 4 d'empreses d'informació i comunicació, 7 d'empreses financeres, 1 d'una empresa immobiliària, 11 d'empreses de serveis, 17 d'entitats de l'administració pública i 5 d'empreses classificades com a «altres activitats de serveis».
Dels 29 establiments de servei als particulars que hi havia el 2009, 1 era una oficina d'administració d'Hisenda pública, 1 gendarmeria, 1 oficina de correu, 4 oficines bancàries, 4 tallers de reparació d'automòbils i de material agrícola, 1 taller d'inspecció tècnica de vehicles, 1 paleta, 1 fusteria, 1 lampisteria, 1 electricista, 3 perruqueries, 3 veterinaris i 7 restaurants.
Dels 8 establiments comercials que hi havia el 2009, 1 era un hipermercat, 1 una botiga de menys de 120 m², 3 carnisseries, 1 una peixateria, 1 una botiga de mobles i 1 una joieria.
L'any 2000 a Château-la-Vallière hi havia 14 explotacions agrícoles que ocupaven un total de 402 hectàrees.

## Equipaments sanitaris i escolars
El 2009 hi havia 2 farmàcies i 1 ambulància.
El 2009 hi havia 1 escola maternal integrada dins d'un grup escolar amb les comunes properes formant una escola dispersa, 1 escola elemental i 1 escola elemental integrada dins d'un grup escolar amb les comunes properes formant una escola dispersa. Château-la-Vallière disposava d'un col·legi d'educació secundària amb 223 alumnes.

## Poblacions més properes
El següent diagrama mostra les poblacions més properes.